# العلاقات الصينية المولدوفية
العلاقات الصينية المولدوفية هي العلاقات الثنائية التي تجمع بين الصين ومولدوفا.

## مقارنة بين البلدين
هذه مقارنة عامة ومرجعية للدولتين:
| وجه المقارنة                                              | الصين                    | مولدوفا                           |
| --------------------------------------------------------- | ------------------------ | --------------------------------- |
| المساحة (كم2)                                             | 9.60 مليون               | 33.85 ألف                         |
| عدد السكان (نسمة)                                         | 1.33 مليار               | 2.55 مليون                        |
| الكثافة السكانية (ن./كم²)                                 | 138.54                   | 75.33                             |
| العاصمة                                                   | بكين                     | كيشيناو                           |
| اللغة الرسمية                                             | اللغة الصينية القياسية   | اللغة المولدوفية، اللغة الرومانية |
| العملة                                                    | رنمينبي                  | ليو مولدوفي                       |
| الناتج المحلي الإجمالي (بليون دولار)                      | 12.24 تريليون            | 8.13 مليار                        |
| الناتج المحلي الإجمالي (تعادل القوة الشرائية) بليون دولار | 19.82 تريليون            | 17.94 مليار                       |
| الناتج المحلي الإجمالي الاسمي للفرد دولار أمريكي          | 8.03 ألف                 | 3.65 ألف                          |
| الناتج المحلي الإجمالي للفرد دولار أمريكي                 | 13.21 ألف                | 4.98 ألف                          |
| مؤشر التنمية البشرية                                      | 0.728                    | 0.693                             |
| رمز المكالمات الدولي                                      | +86                      | +373                              |
| رمز الإنترنت                                              | .cn، .中国 ‏، .中國 ‏      | .md                               |
| المنطقة الزمنية                                           | توقيت الصين، ت ع م+08:00 | ت ع م+02:00، ت ع م+03:00          |

## منظمات دولية مشتركة
يشترك البلدان في عضوية مجموعة من المنظمات الدولية، منها:
| علم المنظمة | اسم المنظمة                               | تاريخ انضمام الصين | تاريخ انضمام مولدوفا |
| ----------- | ----------------------------------------- | ------------------ | -------------------- |
|             | مؤسسة التنمية الدولية                     | 24 سبتمبر 1960     | 14 يونيو 1994        |
|             | يونسكو                                    | 4 نوفمبر 1946      | 27 مايو 1992         |
|             | وكالة ضمان الاستثمار متعدد الأطراف        | 30 أبريل 1988      | 9 يونيو 1993         |
|             | الأمم المتحدة                             | 25 أكتوبر 1971     | 2 مارس 1992          |
|             | الفريق المعني برصد الأرض                  | ?                  | ?                    |
|             | الاتحاد البريدي العالمي                   | ?                  | ?                    |
|             | البنك الدولي للإنشاء والتعمير             | 27 ديسمبر 1945     | 12 أغسطس 1992        |
|             | الاتحاد الدولي للاتصالات                  | 1 سبتمبر 1920      | 20 أكتوبر 1992       |
|             | منظمة حظر الأسلحة الكيميائية              | ?                  | ?                    |
|             | مؤسسة التمويل الدولية                     | 15 يناير 1969      | 10 مارس 1995         |
|             | المركز الدولي لتسوية المنازعات الاستشارية | 6 فبراير 1993      | 4 يونيو 2011         |
|             | منظمة التجارة العالمية                    | 11 ديسمبر 2001     | ?                    |
|             | منظمة الشرطة الجنائية الدولية             | ?                  | ?                    |

## وصلات خارجية
- موقع وزارة الخارجية الصينية
- موقع وزارة الخارجية المولدوفية